# Trud
Trud (rusky Tpyд – „práce“) je jedním z největších novinových deníků vydávaných na území Ruské federace, který má i nedělní speciál s názvem „Trud-7“. Založen byl 19. února 1921 v Moskvě, jako oficiální tiskovina sovětských odborových svazů. V té době se Trud specializoval především na pracovní a ekonomické analýzy, dále zveřejňoval různé pracovní vyhlášky apod. V roce 1990 získal tento deník zápis do Guinnessovy knihy rekordů, a to díky dosud největšímu dosaženému dennímu nákladu 21 000 000 výtisků. Po rozpadu Sovětského svazu ztratil značnou část čtenářů a v současnosti[kdy?] činí jeho přibližný denní náklad 1 580 000 výtisků.
Roku 2005 se Trud dostal do vlastnictví společnosti Promsvyaz Capital Group, v roce 2008 jej společně s deníkem Argumenty i Fakty získala společnost MEDIA3 holding. V únoru téhož byl Trud zcela přepracován – stal se plně barevným, byl změněn formát a navíc do něj byla zahrnuta celonárodní inzertní rubrika s nabídkou práce.